# Notre-Dame-du-Pé
Notre-Dame-du-Pé és un municipi francès situat al departament del Sarthe i a la regió de País del Loira. L'any 2007 tenia 526 habitants.

## Demografia

### Població
El 2007 la població de fet de Notre-Dame-du-Pé era de 526 persones. Hi havia 174 famílies de les quals 26 eren unipersonals (13 homes vivint sols i 13 dones vivint soles), 44 parelles sense fills, 100 parelles amb fills i 4 famílies monoparentals amb fills.
La població ha evolucionat segons el següent gràfic:
Habitants censats

### Habitatges
El 2007 hi havia 194 habitatges, 175 eren l'habitatge principal de la família, 15 eren segones residències i 3 estaven desocupats. 189 eren cases i 2 eren apartaments. Dels 175 habitatges principals, 149 estaven ocupats pels seus propietaris i 26 estaven llogats i ocupats pels llogaters; 7 tenien dues cambres, 17 en tenien tres, 53 en tenien quatre i 98 en tenien cinc o més. 116 habitatges disposaven pel capbaix d'una plaça de pàrquing. A 62 habitatges hi havia un automòbil i a 110 n'hi havia dos o més.

## Economia
El 2007 la població en edat de treballar era de 322 persones, 259 eren actives i 63 eren inactives. De les 259 persones actives 240 estaven ocupades (132 homes i 108 dones) i 19 estaven aturades (4 homes i 15 dones). De les 63 persones inactives 22 estaven jubilades, 19 estaven estudiant i 22 estaven classificades com a «altres inactius».

### Ingressos
El 2009 a Notre-Dame-du-Pé hi havia 188 unitats fiscals que integraven 570,5 persones, la mediana anual d'ingressos fiscals per persona era de 15.681 €.

### Activitats econòmiques
Dels 6  establiments que hi havia el 2007, 2 eren d'empreses de construcció, 2 d'empreses d'hostatgeria i restauració, 1 d'una empresa de serveis i 1 d'una empresa classificada com a «altres activitats de serveis».
Dels 3 establiments de servei als particulars que hi havia el 2009, 1 era una lampisteria, 1 perruqueria i 1 restaurant.
L'any 2000 a Notre-Dame-du-Pé hi havia 12 explotacions agrícoles que ocupaven un total de 348 hectàrees.

## Equipaments sanitaris i escolars
El 2009 hi havia una escola elemental.